# We do what we're told (Milgram's 37)
We do what we're told (Milgram's 37) is een lied geschreven door Peter Gabriel.
De titel refereert aan het Experiment van Milgram van Stanley Milgram, waarbij mensen handelingen doen tegen hun eigen geweten in, als ze daartoe opdracht krijgen van een in hun ogen legitiem gezag ("We do what we’re told, told to do"). Het zou origineel verschijnen op het album uit 1980, maar Gabriel bleef er aan schaven. Hij bleef niet tevreden over het nummer, aldus latere The Q sleevenotes, maar muziekproducent Daniel Lanois vond het wijzigen op een gegeven moment welletjes; opnamen voor het album liepen toch al qua tijd uit de hand. Gabriel wilde met het nummer nog meer de diepte in, maar werd door zichzelf dwarsgezeten daarin. Hij had in basis twintig liedjes voor het album klaarliggen, maar wilde steeds alles blijven verbeteren.
Het nummer klinkt als een muzikaal intermezzo, maar zou voor de elpee de laatste song worden. Op de compact discuitgaven werd het nog opgevolgd door This is the picture (Excellent birds) samen geschreven met Laurie Anderson. Gabriel is zelf te horen op toetsen en zang, David Rhodes speelt gitaar (twee gitaarpartijen samengevoegd door overdub) en L. Shankar op viool. Voor de drumpartij liet Gabriel waarschijnlijk drie drummers opdraven om tot een optimaal resultaat te komen; de versies met Manu Katché en Stewart Copeland zouden daarbij afgevallen zijn; die met zijn vaste Jerry Marotta werd de definitieve versie.      